# Őskeresztények
Az őskeresztények a kereszténységnek a legkorábbi szakaszában élő, az apostoli korban tevékenykedő hívők megnevezése, Jézus keresztre feszítésétől (i.sz. 30 körül) a vallásnak a zsidó hagyományoktól való teljes elszakadásáig (100 körül). Egyes mai keresztények gyakran ezeket a korai időket tekintik az eredeti vagy igaz kereszténységnek, szembeállítva a későbbi századok kereszténységének romlottságával. A 2. század elejétől kezdve a teológusok már az ókeresztény egyházról beszélnek.
A keresztény hagyomány saját magát egy olyan új vallásként definiálja, amelyet maga Jézus alapított. Jézus azonban az evangéliumok alapján nem akart új vallást alapítani, csupán erkölcsi útmutatást adott követőinek.
Vallástörténeti szempontból hosszabb és bonyolultabb a folyamat, amely az új és független vallás kialakulásához vezetett. A folyamat több szakaszból állt, miközben az egyház rituálékat és dogmákat alakított ki és a 4. században a római birodalomban elismert, majd államvallássá nem vált.
Az őskeresztény korszakot sajátosan szemléli a német Újszövetség-kutató, Gerd Theissen, aki meghonosította a Jézus-mozgalom fogalmát. Más kutatókkal egyetemben szerinte a Jézus körül összegyűlt hívők, a Jézus-mozgalom első követői még nem volt kereszténység, még nem szakított a judaizmussal sem, ez egy zsidó megújulási mozgalom volt a szír-palesztin térségben.
Jézus után a legkorábbi ismert közösség Jeruzsálemben volt, amelyet Jakab, Péter és János vezetett. Az új vallás terjedése azonban Pál apostollal, a korábbi farizeus zsidó „megtérésével” vett nagyobb lendületet.
A hívők kezdetben azt hitték, hogy Jézus feltámadása a végidő kezdete, hitük azonban később megváltozott Jézus második eljövetelével és Isten Királyságának kezdetével kapcsolatban. A legkorábbi kereszténység egy apokaliptikus szekta volt a második templom korszakának judaizmusán belül, amelynek alaptétele a szigorú zsidó etikai monoteizmus volt.

## Etimológia
A keresztény szó Krisztus neve után a Krisztiánusz szóból származik, ami azt jelenti, hogy krisztusi. Így nevezték már a legkorábbi korban Jézus Krisztus követőit, akik krisztusi életet éltek.
A zsidók ugyanakkor nazarénusoknak is hívták őket, Jézus származási helye, Názáret után.

## 1. század

### Jézus élete
A keresztény források, például az Újszövetségben található négy kanonikus evangélium, a páli levelek és rajtuk túl az újszövetségi apokrifok részletes elbeszéléseket tartalmaznak Jézusról, de a tudósok véleménye eltér a Jézusról szóló beszámolók valóságát illetően. Graham Stanton (1940–2009) bibliatudós megjegyzi, hogy napjainkban "majdnem minden történész, akár keresztény, akár nem", többet tud Jézusról, mint az apostolokat kivéve bármely más 1. századi vallástanító.

### A háttér

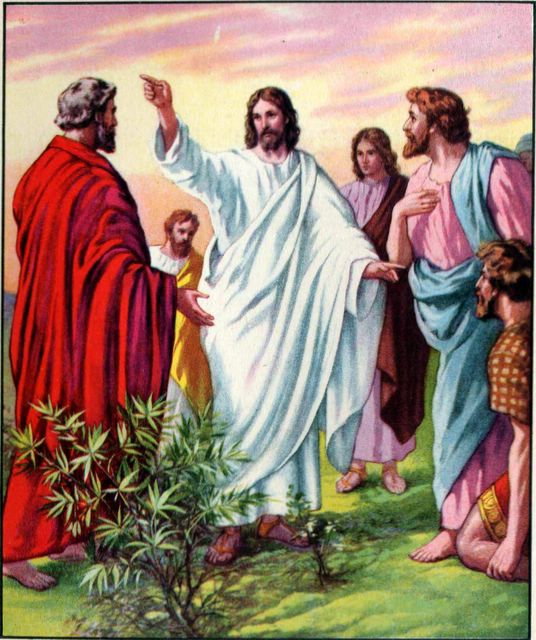
A tanítványok kiküldetése (Máté 28, 19)

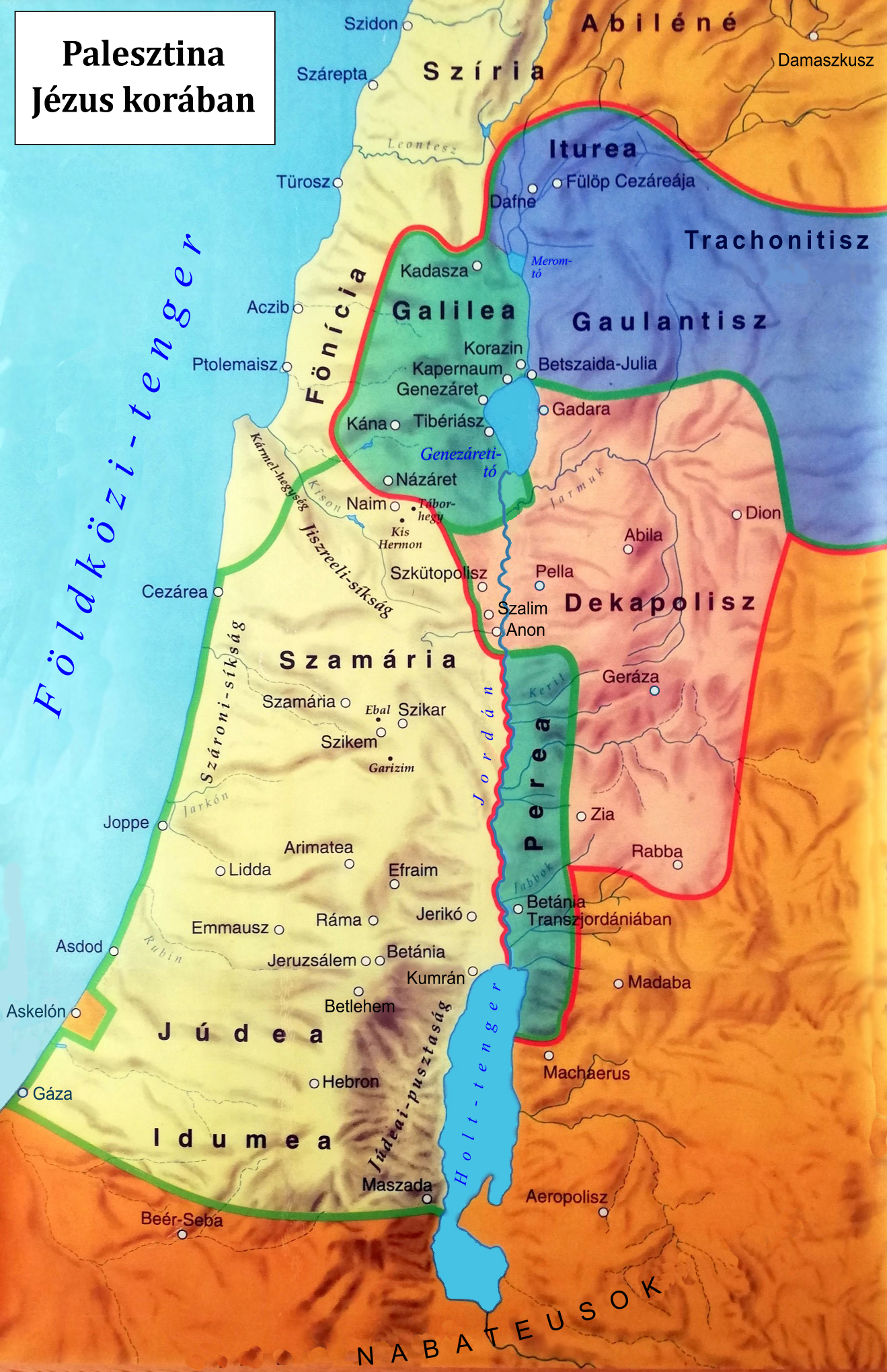
Palesztina Jézus korában

Az első keresztények etnikai zsidók és prozeliták voltak. Honfitársaiktól az a hit különböztette meg őket, hogy a názáreti Jézus személyében végre eljött a nemzet által várt Messiás. 
Természetesnek tartották, hogy a Messiás eljövetele – a jövendölések beteljesedéseként – Isten korábbi kinyilatkoztatásainak folytatása, és nem jelenti a végét az Ábrahámmal kötött régi szövetségnek, sem a törvénynek, amit Mózes kapott a Sinai-hegyen.
Az újszövetségi tudósok között eltérő vélemények vannak arról, hogy a Jézus körüli mozgalom mikor vált el a judaizmustól és vált kereszténységgé. Halála előtt Jézust zsidó Messiásnak tekintették,  hogy Isten hamarosan beavatkozik a világba, és megdönti az azt uraló gonosz hatalmakat, de a halála után a küldetését újraértelmezték. Mivel Isten országának a hirdetését a Jézusban hívők az életcéljuknak tekintették, a mozgalmukat néha "basileia mozgalomnak" is nevezték (görögül: βασιλεία τοῦ Θεοῦ basileia tou theou – Isten Királysága).
A kereszténység "a judaizmus szektájaként jelent meg a római Palesztinában"  a Krisztus utáni 1. század hellenisztikus világában. Ebben az időszakban a zsidók számára az egyik legnagyobb kihívás az volt, hogyan reagáljanak a hellenizációra és hogyan maradjanak hűek vallási hagyományaikhoz. Az i.sz. 1. század elején sok egymással versengő zsidó irányzat volt a Szentföldön, köztük a farizeusok, szadduceusok, esszénusok és más csoportok. Mindegyik csoport más-más álláspontot képviselt a hellenizációval kapcsolatban.
Ebben az idegen civilizációk befolyásolta légkörben a zsidó apokaliptika széles körben elterjedt. Ez azzal a hittel állt kapcsolatban, hogy Isten hamarosan elpusztítja a Gonosz kozmikus erőit, amelyek uralkodnak a világon, és létrehoz egy örök birodalmat. Ennek eléréséhez Isten egy megváltót, azaz Messiást küld.

### Jézus mozgalma
Jézus az Újszövetség alapján ezekkel a szavakkal küldte ki a tanítványait:
- „Elmenvén azért, tegyetek tanítványokká minden népeket, megkeresztelvén őket az Atyának, a Fiúnak és a Szent Léleknek nevében, tanítván őket, hogy megtartsák mindazt, a mit én parancsoltam néktek.”[18]

A tanítványok és Jézus követőinek a feladata, hogy az evangéliumot az egész világ számára ismertté tegye (misszió).
Jézus állítólagos mennybemenetele után a tanítványok visszatértek Jeruzsálembe, ahol az Apostolok cselekedetei alapján a Szent Lélek kiáradása után különféle nyelveken kezdtek el beszélni, és hirdetni kezdték a megváltás üzenetét.
Nagyon rövid időn belül több ezren tértek meg a Jeruzsálemben élő, illetve a távolabbi, közel-keleti diaszpórákban élő zsidók közül, akik akkor Jeruzsálemben tartózkodtak. Más zsidó-keresztény csoportok is létrejöttek Júdea és Galilea területén is. Jézus követői hamarosan eljutottak Antiókhiába és Damaszkuszba is, ahol a pogányok elkezdték gúnyosan „keresztény”-nek nevezni őket, innen kapták a későbbi nevüket.
A mozgalom fejlődésének fokozatai a következők voltak:
- Jézus és a galileai zsidó prédikátorok körül megalakul a Jézus-mozgalom
- Jézus halála ( i.sz. 29-33 ) fordulópontot jelent a mozgalom számára, és szükségessé tette a hiedelmek újraértelmezését, ami egy új üdvvallás alapjait fekteti le
- Jézus isteni megtestesüléseként való felfogása meghonosodik a mozgalomban – ez az új vallás központi eleme lesz
- A követők körében feltámad a kizárólagosság érzése, különlegesnek kezdik érezni magukat a többi zsidó irányzathoz képest. A mozgalom egyben a szektaközösség jellegét ölti.
- A mozgalom missziós tevékenységét kiterjeszti a nem zsidókra is, ami a Galileán és Júdeán kívüli nagyvárosokban való terjedését hozza.
- Azzal, hogy a szekta súlypontja az erősen hellenizált városokba helyeződik, például Antiochiába, fő nyelve arámról görögre változik. Ez a váltás a hiedelmek számos, radikálisan új értelmezéséhez vezet az új kulturális hatás miatt.
- A városokban való terjedéssel a mozgalom társadalma vidékiből hellenisztikus (nemzetközi) városivá változik
- Amikor Tarzuszi Pál csatlakozik a mozgalomhoz (kb. 34-40), ezek az alapvető változások már megtörténtek; de vele ezek a tendenciák megerősödnek, és a földrajzi súlypont tovább tolódik Nyugat felé.
- Az első zsidó-római háború (i.sz. 66-70) erősítő hatást gyakorolt a kereszténység és a judaizmus szétválására, mivel a keresztények (a kutatás konszenzusa szerint) elhatárolták magukat a zsidók politikai lázadásától.
- A judaizmus és a kereszténység szétválásának folyamata 90 és 110 között fejeződik be. Antiochiai Ignác, aki leveleit a 2. század első felében írta, egyértelműen különbséget tett a keresztény és zsidó között. A kereszténység ekkor már teljesen új vallásként jelent meg.

#### Gyakorlatok
A kereszténység első három évszázadában a liturgikus rituálé a zsidó húsvétban (pészah), a sziddur-ban, a széderben és a zsinagógai istentiszteletekben gyökerezett, beleértve a himnuszok (különösen a zsoltárok) éneklését és a szent írások felolvasását. Jézus halála után húsz éven belül a vasárnapot (az Úr napját) tekintették az elsődleges istentiszteleti napnak.
Az első keresztények életének lényege Krisztus követése, tanításainak megvalósítása volt úgy, hogy azok a lehető leginkább hasonlítsanak Jézus Krisztus cselekedeteire. Az első zsidó keresztények gondolkozásukban és tetteikben Keresztelő János és Jézus tanításait a mózesi törvény és a zsidó hagyományok mellé állították. Részt vettek a zsidók templomi és zsinagógai istentiszteletein is, de sajátos istentiszteletük is volt, amelynek középpontjában Jézus Krisztus állt.
Az utolsó vacsoráról rendszeresen megemlékeztek, amely mellett az oktatásból, imákból és közös étkezésekből álló agapé és a "megszentelt kenyerek kiosztása" állt. Az imádkozáshoz és igehallgatáshoz naponta egybegyűltek.
Az utolsó vacsoráról rendszeresen megemlékeztek, amely mellett az oktatásból, imákból és közös étkezésekből álló agapé és a "megszentelt kenyerek kiosztása" állt. Az úrvacsora ünneplése a magánházakban kapott helyet, a nyilvánosság kizárásával, vagyis azok kizárásával, akik még nem jutottak el a Krisztusban való hitre.  Még a jóval későbbi apologéta, Tertullianus is feljegyezte, hogy a lábmosás a korai keresztény istentisztelet rendszeres része volt.
A régi világtól és bűneiktől való elfordulásuk jeléül megkeresztelkedtek és egész életüket Isten országa várásának állították be. Jézust tartották állandóan szemeik előtt, és azokat az igazságokat igyekeztek megvalósítani, amelyeket Mesterüktől tanultak. Istenfélő, erkölcsös, testvéries életet éltek, amelyre az őszinte és mély jámborság és a felebaráti szeretet volt jellemző. Jézus megváltása és a megtérés üzenetét hirdették. A gyülekezetek közössége napról napra igen gyorsan gyarapodott.
Vagyonközösségben éltek, a hívők pedig egész vagyonukat a gyülekezet rendelkezésére bocsátották. Ez nem az apostolok által elrendelt kötelező gyakorlat volt, hanem mint a "Lélek gyümölcse" belülről késztette őket.
- „A hívek sokaságának pedig egy volt a szíve-lelke. Egyikük sem mondott semmit sem a magáénak a birtokából, hanem mindenük közös volt. Nem is volt közöttük senki szűkölködő, mert mindazok, akiknek földje vagy háza volt, eladták, s az eladott javak árát elhozták, és az apostolok lábához tették. Mindenkinek annyit osztottak ki, amennyire kinek-kinek szüksége volt... Dicsőítették az Istent, és az egész nép szerette őket.”[27]

A gyülekezetekben a híveket nem szabályok kapcsolták össze és egyben Jézushoz, hanem élmények, belső átélések, élő hit, testvéri szeretet, erkölcsi tisztaság és komoly meggyőződés. Az őskereszténység nem törvény volt, amely rendelkezések százaival korlátozza a hívők életét, hanem néhány elv, melyek megtartása mellett a külsőségekben híveinek teljes szabadságot engedélyezett. Hitüknek tulajdonképpen három sarkigazsága volt, amelyre gondolataik egész templomát építették: az első Isten egysége, a monoteizmus, a második Jézus messianitása és halálának megváltásként való hirdetése, a harmadik pedig az örök üdvösség után való emésztő vágyakozás és e vágyódás minden gyakorlati következtetéseinek levonása. Csak az üdvösségért és csak szeretetben élni! 
Az őskeresztények vallását nem az igazság felismerésével járó elteltség jellemezte, hanem a mindig nyugtalan, mindenkin segíteni akaró, mindig tettre kész aktivitás érzése hatotta át, s ezzel szerezte meg a kereszténység a történelemben elfoglalt páratlan helyét.
A mozgalomnak nem volt lehetősége gazdagon berendezett templomokra. Nem jelenik meg náluk az izraelita típusú áldozatot végző pap sem. Papságuk azonban apostoli eredetű: az apostolok által felszentelt vezetők (presbiterek és vének) álltak a gyülekezetek élén. A megszentelt adományokban az ősegyház egyetemes hite szerint megjelenik Krisztus keresztáldozata, ezért nincs véres áldozatot végző papságra szükségük. A lélek minden hívőben megszólal, az üdvösség útján mindenkinek magának kell járnia.
Összejöveteleiken családias hangulat volt, szeretetvacsoráik, amelyeket agapénak neveztek (jelentése: szeretet, vendégség), a testvéries összeforrás jegyében folytak le. Az étkezéseknél tartózkodtak minden kicsapongástól, mert tudták, hogy Isten jelen van, és látja cselekedeteiket. Az étkezések elején és végén is imádkoztak. Heti két napot böjtöltek. Ezeken a napokon még éberebben irányították életüket Isten felé.

#### Szent írásaik
Az első évtizedekben az evangélium szóbeli hagyományként terjedt. A mai Újszövetség könyveit a Jézust követő évtizedekben, az 1. század második felében kezdték írni (→ a Biblia írói). Márk, a legkorábbi evangélium keletkezését a mai bibliatudósok 70 körülire teszik.
A korból apokrif iratok is származnak (a kanonikusan nem elfogadott művek), amelyek nem kerültek be a mai keresztény Bibliába.
Igen nagyszámú olyan írást ismerünk, amiből idéztek és amikből tanítottak az első keresztények. Erre konkrét bizonyítékokkal szolgálnak a nikaiai zsinatot megelőző egyházatyák írásai. Ezen iratok között volt például Énok könyve és számos más olyan irat, amely kimaradt a későbbi, kánonilag elfogadott Bibliából.
A hívők a szent iratokat tükörként a lelkük elébe állították.

#### Terjedése
A jeruzsálemi zsidó főpapok nem nézték jó szemmel a keresztények gyors terjedését és megtiltották nekik, hogy prédikáljanak. Amikor látták hogy azok a tiltásukra ügyet sem vetnek, üldözni kezdték őket. Ennek esett áldozatul István diakónus - akit Jeruzsálem mellett halálra köveztek- és később Jakab apostol is. Ekkor a keresztények egy része Palesztina más területeire menekült, ahol tovább hirdették az evangéliumot.

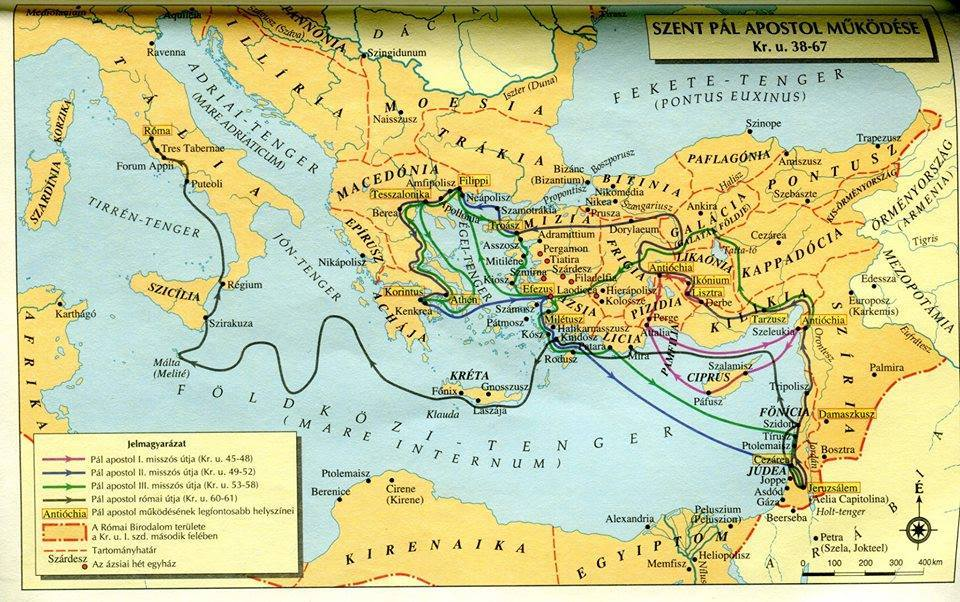
Pál apostol missziós útjai

Péter, Pál, János és Jakab apostol voltak a leginkább figyelemre méltó korai keresztény vezetők.
A kereszténység globális terjedése nagyobb lendületet akkor vett, amikor Pál apostol csatlakozott hozzá. Pál, a tizenharmadik apostol, miután a damaszkuszi úton megtért és Isten felé fordult, elhatározta, hogy hirdetni fogja az Isten igéjét. Miután jól beszélt görögül, missziói útjai során rengeteg keresztény gyülekezetet alapított a Római Birodalom keleti részében, így Egyiptomban, Szíriában, Kis-Ázsiában, a mai Görögországban, a Balkánon Makedóniában, majd végül Itália területén, ahol vértanúhalált halt.
Az őskereszténységben a zsidókból és pogányokból lett keresztények külön csoportot alkottak. A zsidó-keresztény csoport főleg Jeruzsálemben, továbbá más palesztinai városokban szektaként élt, a pogány-keresztények azonban teljesen elszakadtak régi vallásuktól. A kereszténység tulajdonképpen a pogány-kereszténységben vált új vallássá. Pogányra nézve kereszténnyé lenni annyit jelentett, mint szakítani a többistenhittel, s a zsidó vallás talaján fakadt, de attól több tekintetben eltérő evangélium álláspontjára helyezkedni: hinni abban, hogy az üdvösség Isten ajándéka, amit nem áldozatokkal és szertartásokkal lehet elérni, hanem csak tevékeny hittel, azaz cselekedetekkel, tiszta áhítattal és erkölcsös élettel.
Pál apostol volt a pogány-kereszténység első és legnagyobb teoretikusa. Ő vetette meg a pogány-kereszténység elvi és teológiai alapját és ő határolta el a kereszténységet a zsidóságtól éppúgy, mint a „pogányság”tól. Ő jelölte meg - ha nem is elsőnek - de fennmaradt írásai alapján a legkézzelfoghatóbban Jézus Krisztusnak a kereszténységben való különleges helyét. Ezen felül még nála látjuk először a kereszténységet önálló és új vallási rendszerré kiépítve.
Pál a hagyomány szerint - nem bizonyított - 4. missziós útja során Hispániában is hirdette az evangéliumot, mielőtt a nérói üldözés áldozatául esett Rómában (65-67 körül).
64-ben tűzvész pusztította el Róma nagy részét. Nero császár addigra már olyan népszerűtlenné vált, hogy őt gyanúsították gyújtogatással, mire ő a keresztényekből csinált bűnbakot.
Péter apostol is Rómában tartózkodott a 60-as években, ahol mártírhalált halt Nero uralkodása alatt, de ott tartózkodásának hosszáról nincsenek megbízható ismereteink.
Az apostolok utódai tovább folytatták az evangelizációt. Az 1. században megjelent és terjedt a kereszténység az egész Mediterráneumban (Földközi-tenger térsége) és valószínűleg Galliában is.
Amikor a zsidó ellenállás 66-ban háborúhoz vezetett a rómaiakkal, a jeruzsálemi gyülekezet teljesen elhagyta a várost és Palesztina más területeire, illetve Kis-Ázsiába menekült. Miután a rómaiak a zsidó lázadást leverték és Jeruzsálem elpusztult (70), a kereszténység súlypontja egyre inkább a pogány világba került, központjai pedig Rómába, Antiokhiába, Alexandriába és más városokba helyeződtek át.

### Üldözésük
A korai keresztények már sokat szenvedtek a zsidók haragjától, de az apostolok nagy részét végül nem a zsidók, hanem a pogányok végezték ki. Pál római polgárjoggal rendelkezett, ezért karddal lefejezték, Pétert azonban a rabszolgáknak és idegeneknek dukáló keresztre feszítés várta. Amikor tiltakozott, hogy nem méltó ugyanolyan halálra, mint Jézus, fejjel lefelé szegezték a keresztre. Testvérét, Andrást szintén keresztben feszítették meg, Bertalan apostolt megnyúzták, majd lefejezték. János evangélistát Rómába vitték Domitianus császár elé, és halálra ítélték, de miután a kínzásokat túlélte, Pátmosz szigetére száműzték, ahol később az Úrtól kapott látomásait megírta a jelenések könyvében.

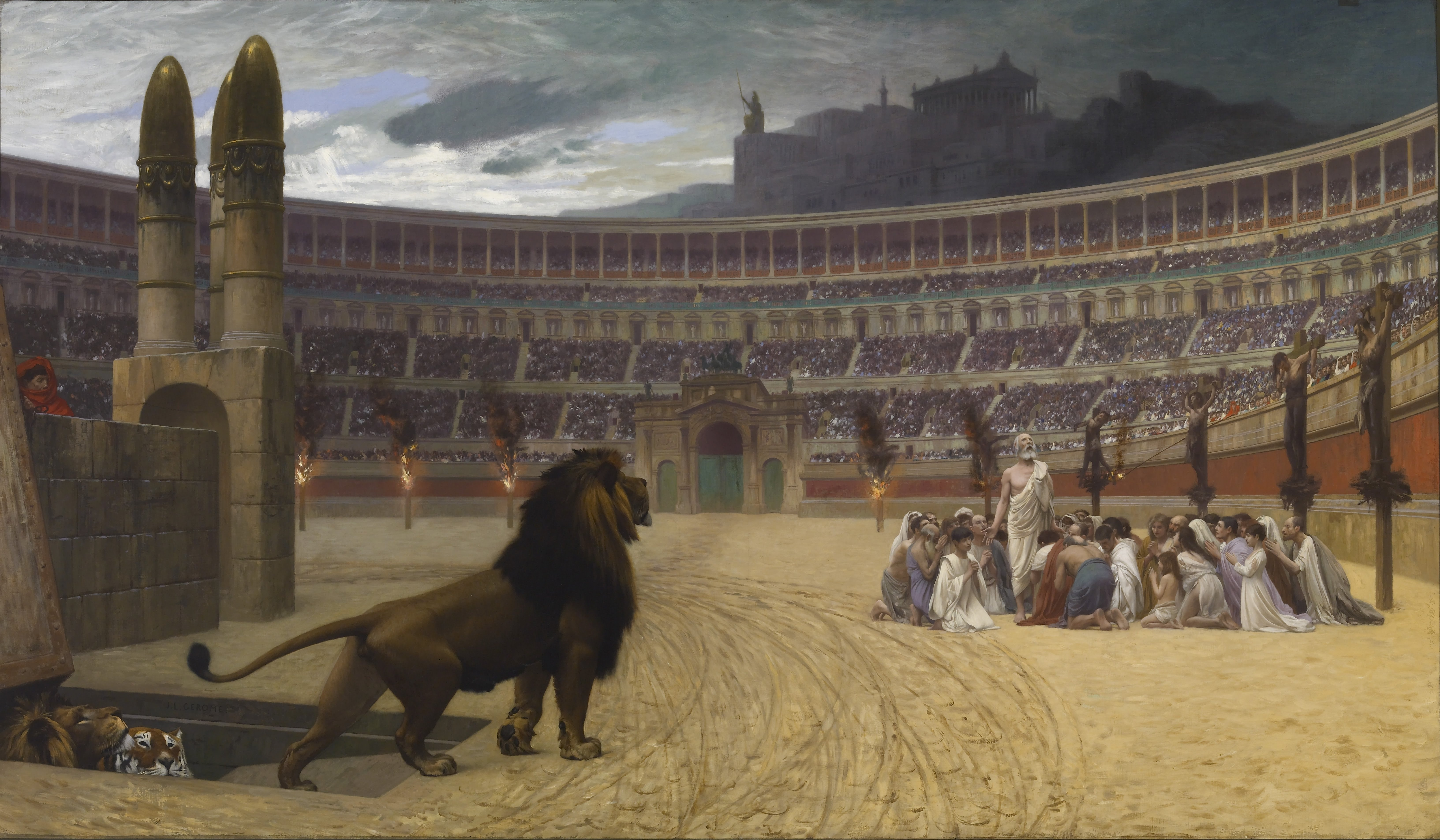
Keresztény mártírok egy amfiteátrumban

A rómaiak részéről komolyabb üldözések Néró uralkodása alatt kezdődtek, amelyek kisebb-nagyobb hevességgel több évszázadon át tartottak. Miután a keresztények a császárok szobra előtt nem borultak le és azoknak áldozatot bemutatni nem akartak, rájuk fogták, hogy ők a császár ellenségei és az állam rendjét fel akarják forgatni. Mivel a bálványisteneket nem imádták, ezért istentagadóknak is nevezték őket. A legkülönfélébb bűncselekményekkel vádolták őket hamisan. Gyakran földrengés, éhínség, járvány, rossz termés és más szerencsétlenségekért őket okolták. A besúgók jutalom ellenében készek voltak elárulni ártatlanokat, akiket azután a birodalom elleni lázadókként, a vallás és a társadalom ellenségeiként elítéltek. Egyeseket keresztre feszítettek vagy lassú kínzás áldozatai lettek. Másokat vadállatokkal tépettek szét, vagy nyilvánosan elégettek az amfiteátrumokban. Büntetésük sokszor nyilvános ünnepségek szórakozása volt.
- „Mások pedig megcsúfoltatások és megostoroztatások próbáját állották ki, sőt még bilincseket és börtönt is. Megköveztettek, kínpróbát szenvedtek, szétfűrészeltettek, kardra hányattak, juhoknak és kecskéknek bőrében bujdostak, nélkülözve, nyomorgattatva, gyötörtetve, akikre nem volt méltó e világ, bujdosva pusztákon és hegyeken, meg barlangokban és a földnek hasadékaiban.”[34]

A keresztények vállalták a vértanúhalált. A vértanúhalál a győzelem napja, a halál legyőzésének ünnepe. A mártír halálának napja mennyei születésnapja. Kínzóik nem tudták megtörni őket, legtöbbször megölni is csak sokadjára sikerült, kitartásuk, példamutatásuk pedig új keresztényeket teremtett az evangélium számára.

### Az ősegyház felépítése
A diaszpórában élő zsidókhoz érkeztek az apostolok, és az ottani zsinagógákat használták kezdetben a prédikálásra. Az így létrejövő közösségekben később az összetartozás érzése világosan megjelent a közösségek felépítésében. A keresztény közösségek ekkor nem oszlottak laikusokra és klérusra, mindenki taníthatott és prófétálhatott, de az apostolok és utódaik által kijelölt vezetők különleges helyet foglaltak el a gyülekezet élén. Mint minden közösségben, itt is kialakultak azonban bizonyos szerepek, melyek később átalakultak, és a mai keresztény egyházak felépítésének alapjául szolgáltak.
- A gyülekezeten belül az „öregeknek” a szokásjog alapján nagyobb tekintélye volt, mint a fiatalabb hívőknek, azonban ez intézményes formát nem öltött.[36]
  - A jeruzsálemi egyház legkorábbi szervezete a legtöbb vallástörténész szerint hasonló a zsidó zsinagógákéhoz, de volt felszentelt presbiterekből álló tanácsa vagy kollégiuma (görögül: πρεσβύτεροι = vének [37]). Az ApCsel 11:30 és az ApCsel 15:22 alapján kollegiális kormányzati rendszert látunk Jeruzsálemben, és az ApCsel 14:23-ban Pál apostol presbitereket avatott fel az általa alapított gyülekezetekben.
- A közösség ügyeinek intézésére tisztségviselőket választottak, ezek egyike volt a közös vagyon kezelője, felügyelője (episzkoposz). Az episzkoposz feladata kezdetben kizárólag pénzügyi jellegű volt, vallási tekintetben nem rendelkezett semmilyen különleges tekintéllyel.[36]
- A diakónusok egyházi feladatokat végző személyek voltak, illetve az agapék (közös étkezések) alatt a felszolgálók. Később, az ókeresztény egyházban váltak a püspökök segítőivé, szerpapokká.[36]
- A közösség vallási vezetői az úgynevezett próféták voltak. Ők folyamatosan tanítottak, és különböző kultikus műveleteket végeztek. A prófétáknak nagy tekintélye, karizmatikus hatalma volt a gyülekezetekben.[36]
- A kezdetben szétszórt és elszigetelt keresztény csoportok valószínűleg részben eltérően értelmezték a keresztény tanokat, nem alakult ki egyetlen domináns irányzat sem. Az egyre terjedő vallás közösségei között a vándorprédikátorok, apostolok tartották a kapcsolatot.[36]

### Egyházvezetés
A gyülekezetek vezetésére választott véneket presbitereknek (preszbüterosz) nevezték, a presbiterek mellé választott segédeket pedig diakónusoknak. Ezeknek a fő kötelességük a közösség életének és összejöveteleinek megszervezése, ezek vezetése, az adományok (a kenyér mint Krisztus teste, a bor mint Krisztus vére) kiosztása a liturgikus cselekmény csúcspontjaként, továbbá a keresztelés. Feladatuk lehetett még adománygyűjtés és annak a szegények között való kiosztása. Általában a presbiterek közül kerültek ki azok, akik a szent iratokat magyarázták. A gyülekezetek elöljáróinak kinevezéséhez böjt és ima közepette kérték Isten vezetését.
Az keresztény gyülekezetekben a tagok között nem volt különbség, férfi vagy nő, mindenki egyenrangú volt, Jézus tanításának megfelelően. Püspök (presbiter) és diakónus azonban csak férfi lehetett, csak egyszer házasodhatott, és kifogástalan életvitelt kellett követnie (Pál apostol levele Timóteushoz, 3:1-13). Az apostolok Krisztus választott 12 tanítványa közül kerültek ki (Iskarióti Júdás helyett Mátyást választva; hozzájuk Pál csatlakozott később), akik járták a gyülekezeteket, szervezték a helyi gyülekezetek életét, és sok csodát tettek. A tanítók az apostolokhoz hasonló szerepet töltöttek be, de a prófétákhoz hasonlóan egy helyen tartózkodtak. Az ő igazhitűségüket nem annyira a viselkedésükből, hanem inkább tanításuk tartalmából ismerhették meg a keresztények.
A tisztségviselők súlya kicsi volt, hiszen a „lelki” funkciókat a "Lélek hordozói" látták el, azok a karizmatikus ajándékokkal megáldott apostolok, próféták és tanítók, akik az egész egyházért munkálkodtak. A püspökök (presbiterek) és a diakónusok csupán a külső dolgokban segédkeztek. Később, ahogy a szemtanúk meghaltak, az apostolok által felszentelt püspököknek, majd a püspökök által szentelt újabb püspököknek egyre  fontosabb szerepe lett.
A presbiter szó még nem különbözött a "felügyelő"től (görög: ἐπίσκοπος episzkoposz), később kizárólag püspöknek nevezik.
Homály fedi, hogy pontosan hogyan zajlott le az átmenet az apostoloktól, prófétáktól és tanítóktól a püspökökig, presbiterekig és diakónusokig; bár forrásaink révén időnként bepillanthatunk a folyamatba.  A püspökség presbiterátus fölé rendelése – miközben egy szinten is maradt vele – akkortájt történt, amikor az apostoli tekintély eltűnőben volt, vagy már el is tűnt, és a gyülekezetek megerősödésével az utazó hittérítők és a próféták szerepe háttérbe szorult. 

### Az apostolok világszéles missziója
A 3. századra regényes történetek keletkeztek a tizenkét apostol világszéles térítő útjairól.
Történelmi szempontból értékelhetetlenek ezek a kései hittérítő legendák, amelyek a kereszténység a nagyvilágban való terjeszkedését az apostolokra vezetik vissza. Ezek szerint Tamás a pártusok között, András a szkíták között (András az oroszok védőszentje), Bertalan és – a későbbi legendája hagyománya alapján – Tamás Indiában, Fülöp Kis-Ázsiában, Márk és Barnabás Alexandriában működött stb. Az ortodox egyházak a mai napig egy-egy apostolt tisztelnek a helyi egyházszervezet alapítójaként.
A történetek azokhoz a középkori legendákhoz hasonlóak, amelyek Jakab apostolt Compostelával vagy Arimathiai Józsefet Glastonburyvel kapcsolják össze. E korábbi legendák az apostolokról szóló apokrif regényekből alakultak ki.

## Táblázatban
Az őskeresztények és a későbbi századok kereszténységének összehasonlítása:
|                    | Őskeresztények | Későbbi századok |
| ------------------ | --- | --- |
| Szociális helyzet  | A gyülekezeti tagok és tisztségviselők anyagi lemondásban, vagyonközösségben élnek. | A 4. században a némely pap már olyan fényűző életmódot folytat, hogy nem egy egyházatya (így például Szt. Jeromos) szót emel ellene |
| Papság             | Nincs hierarchikus papság, minden hívő pap és evangélizátor egy személyben. Az újszövetségi egyetemes papság képzete – amely szerint minden hívő ember pap is (1Pt 2:5-9) – a 2. század elején még eleven, de fokozatosan háttérbe szorul. | A 2. századtól kialakul a pasztorális papság. A papságfogalom meghonosodása következtében tettek határozottan különbséget a klérus és a laikus többség között. |
| Elöljárók          | A tisztségviselők súlya kicsi, mindenki egyenrangú | Létrejön az alá- és fölérendeltség, az egyházi hierarchia, az ún. episzkopális egyház |
| Egyházszervezet    | Egymástól független gyülekezetek léteznek, nincsenek szövetségbe, "egyház"ba tömörülve | A 2. századtól kialakulnak a "püspökegyházak"; az 1. egyetemes zsinat után (325) Róma, Alexandria és Antiokhia püspök-metropolitái a többi metropolita elé kerülnek. Róma a latin Nyugat felett kap elsőséget, Alexandria a hellenisztikus Egyiptom, Antiokhia a Kelet, Cilicia és Ciprus felett. |
| Összejöveteli hely | Az összejöveteli helyek szentképek, szobrok, oltárok nélküliek; gyakran magánházaknál történik | Megjelennek a gazdagon berendezett templomok, amelyek igyekeznek versenyre kelni a pogány népek szentélyeivel. |
| Istentisztelet     | Az istentisztelet igehirdetésből, imákból, éneklésből, áldozati adományok kiosztásából áll. Szerkezetében követi a zsidó liturgiát (olvasmányok és énekelt zsoltárok váltakozása, utána írásmagyarázat). | Kialakul a liturgikus istentisztelet. |
| Dogmatika          | Hitüknek alapigazságai, melyre vallásuk épült: az első Isten egysége, a monoteizmus, a második Jézus messianitása és halálának megváltásként való hirdetése. A gyülekezetekben a híveket nem szabályok kapcsolták össze; az őskereszténység nem törvény volt, amely rendelkezések százaival korlátozza a hívők életét, hanem néhány elv, melyek megtartása mellett a külsőségekben híveinek teljes szabadságot engedélyezett. | Kialakulnak a dogmák, amelyek kimondják a keresztény hit tartalmát (a Szentháromság-tan, az egyházszervezet, a szentségtan, mariológia stb. témáiban). A kiátkozások, a másként gondolkozók üldözése jellemző. |
| Másodrendű kultusz | Az őskeresztény korból nem ismert a Mária-tisztelet, a szentek és ereklyéik tisztelete, a képtisztelet stb. Jelen van viszont a nyilvános gyónás, mint az egész közösség előtti, teljes bűnvallás. | Megjelenik a szerzetesség, a Mária-tisztelet, a szentek kultusza, ereklyék tisztelete, a képtisztelet, a gyónás, a rózsafüzér, a körmenetek, a keresztút, az érmék viselése stb. Máriát a pogány anyaistennők mintájára, mint Isten anyját kezdik el tisztelni. Hogy a pogányságból áttérteknek a bálványimádást pótolják, fokozatosan beviszik a szobrok és képek tiszteletét az istentiszteletbe. Az állami elismerés után nyilvános liturgikus terek alakulnak ki, ahol az ikonok a "kűzdő" egyház (a hívek) és a megdicsőült egyház (a szentek) közösségét hirdetik, az Isten trónja körüli mennyei liturgiába bevonva a hívőket. |
|                    | | |

#### Megjegyzés
1. ↑  Elsősorban Per Bilde (1939-2014), az Aarhusi Egyetem vallástudományi professzora alapján, aki az ókori judaizmust, a kereszténység kialakulását és a hellenisztikus vallásokat kutatta